# 李毅 (西晋)
李毅（？—306年），字允剛，西晋时期郪县三台人。

## 生平
泰始八年（272年），益州刺史皇甫晏被牙門將張弘殺害，並誣陷皇甫晏謀反，廣漢主簿李毅以皇甫晏原為諸生，當上刺史后地位又高並無謀反可能，益州有禍，廣漢這邊也當憂，而張弘小豎，百姓都不願意歸附他，建議廣漢太守王濬應當討伐張弘，王濬想先向朝廷上報，批准後再討伐，李毅認為殺主賊利於社稷，先斬後奏比較適當，王濬認可其想法，於是與李毅、滿泰前去平亂，將張弘斬殺。
咸寧五年（279年）十一月，益州刺史王濬伐吳，李毅和何攀擔任王濬的參軍。次年，吳國平定，李毅因功被封為關內侯，出任隴西護軍。因病離職，後擔任繁縣令，升任雲南太守。
太安元年（302年），建寧人毛詵、李叡與朱提人李猛糾集百姓驅趕太守杜俊、雍約叛亂。李毅出兵平叛，斬殺毛詵、李猛。李叡逃奔五茶夷，五茶夷亦叛亂。同年，李毅應益州刺史羅尚求援，派五千軍隊前往助羅尚討伐李特。十一月，朝廷重新設置寧州，任命李毅為寧州刺史，加號龍驤將軍，封爵成都縣侯。
光熙元年（306年），寧州被围困，救援迟迟未到，李毅病死。晋怀帝追赠其忠，谥号威侯。

## 評價
- 常璩：「少府果壯，文武是經。」

## 逸聞
- 李毅為主簿時，王濬一日到巴郡。在一次夢境中夢到四刀於其壁上，王濬非常厭惡這個夢，便問了李毅，李毅聽完馬上對王濬恭賀說：「三刀指州，而您夢見四刀，這是益這一個字阿，我看這是您要升為益州刺史的意思吧?(夫三刀為州，而今見四刀，為益一也。明府其臨益州乎？)」果然王濬不久就當上益州刺史。[6]

## 家庭

### 祖父
- 李朝，字偉南[7]，蜀漢李氏三龍之一。[8]

### 父
- 李旦，字欽宗，曾任蜀漢光祿郎中主事。

### 堂弟
- 李苾，字叔平，仕晉後任犍為太守。

### 子
- 李釗，官至西晉朱提、越巂太守、西夷校尉。

### 女
- 李秀，嫁漢嘉太守王載，李毅病死後，繼續堅守寧州。[9]